# Lecanora pseudodecorata
Lecanora pseudodecorata är en lavart som beskrevs av Helge Thorsten Lumbsch och John Alan Elix. 
Lecanora pseudodecorata ingår i släktet Lecanora och familjen Lecanoraceae. Inga underarter finns listade i Catalogue of Life.